# Chetogena obliquata
Chetogena obliquata là một loài ruồi trong họ Tachinidae.